# Renault AHR
Le Renault AHR était un camion moyen tonnage fabriqué par le constructeur français Renault à Boulogne-Billancourt, en pleine guerre, sous la France occupée par les troupes nazies, de 1941 à 1944. C'est le modèle le plus lourd de la série AH. Il remplace le Renault AGR. Sa charge utile était de 5 tonnes. 

## Histoire
Le prototype du Renault AHR a été présenté en décembre 1939. Son poids à vide était de 3 940 kg et la charge utile de 5 000 kg. Il restera au stade du prototype unique, car il ne sera pas retenu pour la série. La production en série du modèle définitif n'a démarré qu'en 1941, en raison de l'avancée et de l'occupation des troupes allemandes.

### Renault AHR (avril 1941 - mars 1943)
Le modèle de série mesurait 5,60 m de longueur, 2,03 m de largeur et 2,41 m de hauteur. Il était livrable uniquement en version cabine plateau à ridelles rabattables de 60 cm avec arceaux et bâche. Son poids à vide était de 3 860 kg pour une charge utile de 5 000 kg. Son moteur était le 6 cylindres essence Renault de 4 086 cm3 développant 75 ch à 2 800 tr/min, d'une boîte de vitesses à 4 rapports avant et une marche arrière, un pont à simple réduction. La vitesse maximale en charge était de 60 km/h avec une consommation de 30/35 litres au 100 km. La production totale est inconnue.
Il diffère profondément de son prédécesseur en abandonnant la cabine à capot au profit d'une cabine semi-avancée à la face plate inclinée. Produit dans la même lignée que les AHN et AHS, l’AHR était celui qui offrait la charge utile la plus élevée.
La cabine est d’une grande simplicité. Les panneaux de carrosserie sont entièrement plats. La calandre se compose de simples barres horizontales et les petits phares ronds sont plus ou moins bien intégrés. Il n'y a pas de pare-chocs. Le pare-brise est composé de quatre éléments dont le chauffeur et le passager peuvent entrouvrir les parties supérieures.
La majeure partie de la production, très modeste, est destinée à l'armée allemande. Le nombre exact de véhicules produits est inconnu mais des sources estiment qu’environ 1 445 exemplaires auraient été produits plus 2 000 exemplaires pour l'armée allemande entre 1941 et 1944.
Après la libération, contrairement aux AHN et AHS, la production du AHR n'a pas repris, conformément aux obligations du plan Pons qui avait assigné à Renault la fabrication de camions de 3,5 tonnes uniquement.

### Renault AHR1 (mai 1941 - mars 1944)
Version à gazogène de l'AHR, puissance 52 ch à 2 800 tr/min, vitesse maxi 40,9 km/h à vide. Production 142 ex.

### Renault AHZ (mars 1941)
Camion 6x2, utilisant le châssis rallongé d'un AHR avec l'adjonction d'un essieu supplémentaire jumelé après le pont moteur. La charge utile est portée à 6 000 kg. 1 unique exemplaire fabriqué qui sera affecté à l'usine de Billancourt pour un usage interne.